# 嘉德阿威亞
嘉德阿威亞（福爾摩沙語：Gad-Avia）是法國人喬治·撒瑪納札於其著作《福爾摩沙歷史與地理的描述》中架空福爾摩沙所創造出來的虛構國度。嘉德阿威亞自古以來即為君主制國家，先後經歷韃靼統治（暗喻清領時期）、獨立時期（暗喻大渡山部落聯盟）以及日本統治等三代政權。

## 名稱
根據《福爾摩沙歷史與地理的描述》內容所述，「嘉德」（Gad）意味美麗，而「阿威亞」（Avia）則代表島嶼，組合成為「美麗島」（今臺灣島）。而中國人稱之為北港島，按其原文可見此處的「中國人」為使用閩南語的閩南人。

## 地理
嘉德阿威亞與日本是地理上最東方的國家，由五座島嶼組成。
- 阿威亞·多斯·拉多諾斯（Avias dos Ladonos）：兩座島嶼的合稱，即「盜賊島」之義。
- 大蓋利（Great Gyry）或大佩莪科（Great Peorko）。日譯：。
- 小阿濟（Little Adgy）或小佩莪科（Little Peorko）。日譯：。
- 卡波斯基（Kaboski）：位於群島最中央的最大島嶼，也就是狹義的嘉德阿威亞，外人稱為福爾摩沙。日譯：。

廣義上，這五座島統稱為福爾摩沙。福爾摩沙有六座城市，卡波斯基兩座、大佩莪科一座，而兩座盜賊島一共有三座，小佩莪科無城市。除此之外，尚有多座無城牆的大型市鎮。市鎮聽命於城市，而城市聽命於首都。
- 城市（有城牆者）
  - 澤特尼特撤（Xternetsa）：位於最大島卡波斯基的平原地區，是嘉德阿威亞的首都。日譯：。
  - 賓諾（Bigno）：位於卡波斯基島上。日譯：。
  - 查巴特（Chabat）：位於大佩莪科島上。日譯：。
  - 阿里歐（Arriow）：位於其中一座盜賊島上。日譯：，音譯自邵語地名「阿里山」。
  - 皮乃脫（Pineto）：位於另一座盜賊島上。日譯：。
  - 甲拉布特（Jarabut）：與皮乃脫位於同一座盜賊島上，由英雄阿爾巴婁率領家僕建立的。日譯：。

- 市鎮（無城牆者）
  - 哈德（Khadzey）：位於卡波斯基島上，是一座海港市鎮。日譯：。
  - 捷卓（Jetzo)：位於北迴歸線上。日譯：，大約今天嘉義縣水上鄉的位置。
  - 塔裡傲骨（Talioku）、日譯：。音譯自「太魯閣」。
  - 阿奧克（Aok）、日譯：。
  - 路克角（Louojau）、日譯：。
  - 伏（Voo）

## 歷史

### 名人
- 目吏庵太郎（メリアンタロウ)，開島英雄。歷史原型之一應是鄭芝龍。原型之二可能是日本江戶幕府時期：高家旗本吉良義央「吉良上野介」。
- 大猟汗（おおカリヲカン），建島英雄。歷史原型之一應是鄭成功。原型之二可能是日本江戶幕府時期，《忠臣藏》故事主角：大石良雄「大石內藏助」。
- 茶座陣の息子（チャザジンのムスコ)，皇子。歷史原型可能是日本日本江戶幕府時期：播磨國赤穗藩藩主淺野長矩「淺野內匠頭」。
- 屯峰様（タムポウサマ），皇帝。歷史原型可能是日本江戶幕府時期將軍：德川綱吉。
- 葉芽郎（バガロゥ），福島王。
- 多呂（タロ)
- 楽安勤（タノアンゴン)，監管邦主。
- 羽鵝蘭度轤（バガランドロ），欽命總督。

## 制度

### 貨幣
| 图案 | 福爾摩沙語 | 漢字譯名 | 正面                      | 背面   | 介紹                                                                 | 匯兌                                   |
| ---- | ---------- | -------- | ------------------------- | ------ | -------------------------------------------------------------------- | -------------------------------------- |
|      | Colan      | 扣藍     | 宗教徽 刻銘文「榮耀致神」 | 邦主徽 | 鋼幣，方形。1扣藍重4盎司。另有4分之3、2分之1、4分之1扣藍等幣值存在。 | 與58個荷蘭斯泰佛、6分之1日本小判等值。 |
|      | Riaon      | 里亞恩   |                           |        | 鐵幣，上圓下尖。                                                     | 值4分之1扣藍。                         |
|      | Capchau    | 卡卜超   |                           |        | 銅幣，圓形，無銘文。另有2分之1、4分之1卡卜超等幣值。                 | 約與7個英國法尋等值。                  |

## 外部連結
- 解析《福爾摩啥》的虛構與想像（页面存档备份，存于）